# Onthophagus perpilosus
Onthophagus perpilosus là một loài bọ cánh cứng trong họ Bọ hung (Scarabaeidae).